# پیر بهار تلخ
پیر بهار تلخ (نام علمی: Erigeron acris) نام یک گونه از سرده پیر بهار است.